# コアチーム
コアチームとはBSD系オペレーティングシステム (OS) のコミュニティーにて開発の方向性を決める役割を持つ人々である。

## 概要
コアチームはBSD系OSのコミュニティーで開発の方向性を決める人々で、BSDにてこの制度が始まった。
BSD系OSのコミュニティーを構成する人々の種類としては、主に利用者、開発者、コミッター、コアチームの4つがある。
利用者とはOS(オペレーティングシステム)を利用する人のことで、開発者とはこれに機能を付け加えるなどの改良をする人である。
コミッターは開発者の中でプロジェクトとして管理しているCVSリポジトリにコミットする権限がある人のことで、ある一定の業績をあげた開発者に対してこの権利が与えられる。
コアチームはこれら開発者が今後どのような開発を行っていくかを決める役割や開発者同士で意見の対立があったときに調停する役割を持つ。
BSDではコアチームはほぼ固定的であったが、その子孫のOSであるFreeBSDではnewbus vs newconfig論争の反省もあり、選挙によってコアチームとなるメンバーを選ぶシステムになっている。